# Antonio Perumanes
Antonio Perumanes (Marchena, Sevilla, 1963) es un realizador de vídeo experimental y como tal explota el poder evocador de las imágenes y el sonido.

## Biografía
Antonio Perumanes se licenció en Económicas y actualmente es profesor de instituto en Los Barrios, Cádiz.  Antes de desempeñar su trabajo actual fue actor, ayudante de cámara y productor. Hoy alterna la docencia con la realización de proyectos audiovisuales, experimentales e independientes. Vive en Benharás, provincia de Cádiz, según sus propias palabras «para encontrar la parte más vitalista que todos llevamos dentro. Es el encuentro con la naturaleza, con la tierra, contigo mismo. Dados los actuales avances de la tecnología, es fácil establecer comunicación con los sitios más remotos. Pero el conocimiento está dentro de uno mismo».

## Contexto
Perumanes nace en 1963, año en que se data el inicio del movimiento artístico surgido en EE. UU. y Europa y que conocemos como videoarte, una de las tres facetas del llamado arte de los nuevos medios, junto al arte sonoro y arte cibernetico. El videoarte se inspira, utilizando la imagen como único soporte, en otras disciplinas artísticas (artes plásticas, arte minimal, performance, música y teatro) y acaba creando subgéneros como la videoescultura, la videoinstalación o la videodanza.
Iniciado tardíamente por condicionamientos políticos, el vídeo de creación no se animará en España hasta los años 80, sus orígenes van íntimamente relacionados con la evolución del arte contemporáneo en los años 60y años 70 y los procesos de desmaterialización del objeto artístico. Sin embargo en España se vive en esos años la disyunción de una sociedad con cada vez mayores posibilidades de acceso a la información de las prácticas y teorías de vanguardia y lo poco factible de realizar un trabajo equivalente al europeo, debido a las limitaciones políticas que imponía la dictadura franquista.
Los "Encuentros de Pamplona" de 1972, infancia de Perumanes, fue el "Big-Bang" del arte contemporáneo español, y supuso el mayor escaparate de arte contemporáneo jamás visto hasta entonces. La utilización del vídeo como medio alternativo de comunicación o en el sentido de la "guerrilla televisiva", apenas tuvo incidencia en la España de los años 70. La represión de la dictadura contra las actividades de crítica o renovación social lo impidió con anterioridad a 1975, aunque sí tuvo algún reflejo en el soporte cinematográfico. Tras la muerte de Franco comienza a utilizarse tímidamente el vídeo como herramienta, sino de militancia política, sí de ruptura con los medios institucionales de comunicación audiovisual.
En estos inicios de la historia del videoarte español existen dos épocas y generaciones claramente diferenciadas: Los pioneros, grupo de artistas catalanes que acaban por desarrollar su obra fuera del país: Antoni Muntadas, Francesc Torrens ambos pertenecientes al llamado "Grup de Traball", 1973, Antoni Miralda o Josep Montes Baquer entre otros, tienen como referencia principal las artes plásticas y los caminos marcados por Nam June Paik o Wolf Vostell; y la segunda generación, que tienen como referencia el cine y la televisión, conservando la aptitud de ruptura con los lenguajes convencionales.
En palabras del autor, se desarrolló en la España franquista que explota en libertad pero que queda atrapada en sí misma: "No me siento participe de ningún tendencia, formato, etiqueta o moda artística. Siempre he preferido la libertad a la seguridad de los límites, de los grupos. Todo desde la soledad del autor que sólo comparte con su compañera Carmen"
Ya en los años 90 y en Andalucía surge el llamado "Proyecto Cinexin", un grupo de jóvenes amateurs compran un rollo de película, y cada uno realiza un corto de tres minutos, esta generación dará directores, productores, técnicos y actores a lo que hoy se denomina "Nuevo Cine Andaluz", siendo la obra de Perumanes "La muerte de nuevo", uno de estos inspiradores y el citado corto un mito dentro del colectivo.

## Trayectoria y Obra
Las obras de Perumanes se han exhibido en los más prestigiosos eventos internacionales, han sido premiadas en más de una docena de certámenes, adquiridas por videotecas especializadas y emitidas en distintas televisiones. Antonio Perumanes se inicia en la creación artística con grabaciones domésticas y culmina en 1993 con su primera obra profesional: "Mujer desnuda", el tema será otra de sus constantes, el estudio del cuerpo humano, también una constante en el vídeo de creación. La imagen del cuerpo expresa la subjectividad del autor, sus emociones, ideas, narrar la propia vida y la de otros. El cuerpo sobrepasa la pantalla componiéndose y descomponiéndose para volverse a componer, en perfecta actividad o inerte, como en la siguiente obra de Perumanes: "Mortaja" (1995), en este trabajo el autor se desprende de los elementos visuales de carácter metafórico y alegórico utilizados en otros trabajos, además del tema del desnudo esta obra nos ilustra sobre otro tema común en la obra de este autor, la muerte, con este vídeo consigue que vida y muerte confluyan de forma serena en un mismo tiempo y lugar. La muerte se representa como el final de una realidad que esta por devenir, en esta realidad nada es estático, todo fluye como una corriente dinámica otorgándole un carácter efímero a cada instante de dicha realidad. Algo es ahora, pero dejará de serlo instantáneamente después, para pasar a ser otra cosa. El corto "Mortaja" también narra la historia de la transición, los vacíos de la memoria, acercándose al pasado y a la política de la memoria.
La versatilidad de Perumanes le compromete con la producción, y como tal afirma "que se puede producir con poco dinero, que lo importante es la decisión y la creatividad". Es consciente y previene de la existencia de una censura implícita oculta pero amordazante a la hora de trabajar desde fuera de lo socialmente admitido.
Sus características esenciales son: Su visión personal de la realidad que hace que la cámara, sin ser protagonista, esté
observando siempre como lo haría el espectador; El estudio del cuerpo humano; La poesía visual y sonora
La vocación pedagógica de Perumanes le lleva a impartir cursos, charlas, y ponencias de guionización, análisis de imagen y videoarte, la educación en valores a través del cine europeo (Proyecto Comenius 2007-2008), en Centros de profesores, Ayuntamiento de Sevilla, Centro de Estudios Audiovisuales de Zaragoza, Filmoteca de Andalucía, Fundación cultural de Cádiz, Ayuntamiento de Jerez y Festival de Navarra, asiste como invitado a los eventos donde se proyectan sus trabajos.
La obra "Hora Fatal" (2011) de A. Romero Melero para "Nans June Park and Company", un homenaje videográfico colectivo desde Granada al vídeo independiente, artístico y de creación digital, está inspirado en la obra de Antonio Perumanes, una demostración de la impronta que este autor está dejando en la videocreación española.
En síntesis, se podrían mencionar las siguientes etapas:
1a Los ochenta, devorador de imágenes
2a Los primeros noventa, grabaciones domésticas
3a Primera obra profesional, Mujer Desnuda, donde de tanto decir, no se dice nada. Fallida pero todo él
4a El encuentro con la muerte, un díptico de dos obras tan distintas como similares. Reconocimiento y autoreconocimiento
5a Con el 2º milenio, todo es trabajo interior en la vida del “cultivador”. Cientos de horas grabadas a la espera de una oportunidad

## Videografía seleccionada
- 1993. "Mujer Desnuda" (Betacam.Color.00:06:10. Castellano). El autor utiliza en este trabajo el vídeo como posible herramienta de collage, en el cual yuxtapone diferentes fragmentos aparentemente inconexos. La primera escena tiene como protagonista el cuerpo desnudo de una mujer que yace sobre la arena. La cámara la recorre de forma precisa para pasar a continuación a una serie de escenas de las calles de Sevilla, de animales que subrayan la inconexión que asimismo se establece en el texto que se oye en la voz en off. La tercera y última parte del vídeo retoma la imagen de la mujer desnuda pero en esta ocasión sobre fondo blanco, el cual se convierte en objeto y sujeto de un ejercicio pictórico que, a su vez, resigue la cámara. La última imagen nos muestra un desnudo femenino de la pintora sevillana Carmen Rissoto. La relación entre las diferentes partes del trabajo queda abierta a la interpretación del espectador..
- 1995. "Mortaja" (Betacam.Color.00:10:00.Castellano). La muerte es un tema constante en la obra de Antonio Perumanes, y en esta ocasión el proceso de amortajar un cadáver da paso a la narración de episodios de la vida del sujeto. En este trabajo su autor se desprende de elementos visuales de carácter metafórico y alegórico utilizados en otros trabajos para componer un tableau vivant donde el carácter narrativo es central. El vídeo muestra desde su inicio todos los pasos que se siguen en el amortajamiento, es un ceremonial. El primer plano muestra el rostro de la mujer, interpretada magistralmente por María Galiana, que yace muerta sobre una mesa de mármol, a la que proceden a lavar dos mujeres situadas a ambos lados de la mesa. Tras lavarla la cubren primero con una especie de vestido, para terminar con la mortaja. Todos estos actos son seguidos por la cámara con gran precisión, alternando planos generales con de algunas frases, el dirigirse a un interlocutor, etc. De la misma forma que la imagen combina planos generales y planos de detalle, el relato que narra la voz en off incorpora elementos de la vida colectiva y de la historia individual y personal que se entrelazan; la vivencia personal del racionamiento durante la Dictadura de Franco con detalles sobre el precio de una onza de chocolate o la descripción de una calle concreta. El relato vivo de la voz en off de hechos que se suceden de forma clara pero no necesariamente cronológica contrasta con el carácter ritual y casi hipnótico que producen las imágenes.
- 1996."Transparencias"(Video8) videoinstalación creada por y para el V Symposium Freiraum de Austria.
- 1997. "La Muerte de Nuevo"(película de 16 mm/Betacam.Color.00:03:35.Castellano/Inglés). Poema visual de un solo plano, una sola toma (cine) sobre la muerte de un amigo. Tal como indica el título, el objeto y tema de este trabajo vuelve a ser la muerte. En este cortometraje el autor toma como imagen protagonista el interior de lo que parecen los espejos y cristales del interior de lo que parece un faro, que giran constantemente ala derecha, distorsionando todo aquello que se refleja y evitando cualquier representación lógica. Al otro lado de los espejos la figura de un hombre que se mantiene siempre en el mismo sitio. Un plano fijo recoge esta imagen durante los tres segundos que dura el vídeo, resultando algo etéreo, transparente y lejano. Sobreimpresionado en la imagen se puede leer un texto que va transcurriendo paralelamente a la imagen y que alude a la muerte de alguien muy próximo. Si bien los juegos de espejos y cristales simulan una imagen próxima al espejismo, el texto es lo más cercano a un epitafio, a una despedida. .
- 1998. "Espacios internos" (Hi-8/Digital. Color.00:03:15. Castellano/Inglés). Ensayo alrededor del espacio, el tiempo y los pensamientos. Producido con ayuda de la Consejería de Cultura y Creación Artística Contemporánea. En esta videocreación Perumanes lleva a cabo un ejercicio en el que se tejen de forma cuidadosa puntos de contacto entre la imagen y un texto no establecen relaciones entre ellas, sino que se establecen como realidades en principio paralelas, a una cierta distancia. En la imagen se suceden una serie de paisajes, de espacios abiertos, un bosque, un mirador, etc., en los que en ocasiones aparece un hombre. La imagen tratada aparece entrecortada, sincopada. Por otra parte, esta el texto que se oye en voz en off y, de la misma forma que la imagen, sitúa momentos, pensamientos, recuerdos, de forma aislada sin aparente relación entre ellos. En "Espacios Internos", los espacios exteriores evocan y sirven de telón de fondo a una serie de espacios internos que se suceden de forma aleatoria y no narrativa en el texto.
- 2010."Alrededor" (Digital.Color.00:04:30. Castellano/Inglés). Reflexión sobre la doble realidad cuerpo-mente: "Alrededor. Giran.Esperando su oportunidad. Para vencerles. Observa. Escucha. Actúa. Hacia dentro. Agua, tierra y cielo. Como una nana. Nanita nana. Despierta"..

## Exposiciones
- 1995. VI Festival Internacional Vídeo de Canarias, Palmarés.
- 1997. Feria ARCO97[[5]]
- 1997 "Pasarse de la Raya". Colectiva. México City.
- 1998. "Cartogràf, Aventurers, Narradors d´Histories". Exposición colectiva. fundación La Caixa. Barcelona.
- 1999. "Visiones". Frontera Sur. Un proyecto colectivo al filo del milénio. Cádiz.
- 2000. Sala Mária Fortuny. Centro de Lectura de Reus
- 2005. "Transists i encreuaments per la història de l`art". Archivado el 13 de noviembre de 2014 en Wayback Machine.
- 2010. "El instante de la memoria". Museo Arte Contemporáneo Reina Sofía.
- 2011. "Video(S)torias". Alava.
- 2014. "Al desnudo". Colección Ordóñez Falcón. Fundación COFF. Donostia. San Sebastián.